# فرودگاه صحرایی بوومن (مونتانا)
فرودگاه صحرایی بوومن (مونتانا) (به انگلیسی: Bowman Field (Montana)) یک فرودگاه همگانی بهره‌برداری هوایی است که یک باند فرود آسفالت دارد و طول باند آن ۱۸۳۲ متر است. این فرودگاه در کشور ایالات متحده آمریکا قرار دارد و در ارتفاع ۱۵۳۴ متری از سطح دریا واقع شده‌است.